# Dea Kulumbegaszwili
Dea Kulumbegaszwili, gruz. დეა კულუმბეგაშვილი (ur. 1986 w Orle) – gruzińska reżyserka i scenarzystka filmowa, pochodzenia osetyjskiego.

## Życiorys
Urodziła się w rosyjskim mieście Orzeł, a wychowała w Lagodechi w gruzińskiej Kachetii. Studiowała medioznawstwo w nowojorskiej The New School i reżyserię na Uniwersytecie Columbia.
Po kilku filmach krótkometrażowych nakręciła swój debiut fabularny, Początek (2020). Jego akcja rozgrywała się w sennym gruzińskim miasteczku, gdzie społeczność świadków Jehowy zostaje zaatakowana przez grupę ekstremistów. Film przyniósł Kulumbegaszwili Złotą Muszlę na MFF w San Sebastián.
Kolejny projekt reżyserki, Kwiecień (2024), był opowieścią o akuszerce pracującej w prowincjonalnym szpitalu na wschodzie Gruzji, dorabiającej po pracy przy nielegalnych aborcjach. Film miał swoją premierę w konkursie głównym na 81. MFF w Wenecji, gdzie zdobył Nagrodę Specjalną Jury.
Kulumbegaszwili zasiadała w jury sekcji „Cinéfondation” na 73. MFF w Cannes (2020) oraz w jury sekcji „Spotkania” na 73. MFF w Berlinie (2023).